# Dušení (medicína)
Dušení (též asfyxie) je omezení až zastavení přísunu kyslíku a/nebo odsunu oxidu uhličitého v těle, subjektivním projevem je dušnost (která vzniká pouze druhým zmiňovaným mechanismem). Nastává jak z příčin zevních, tak vnitřních a může vést až ke smrti udušením, přičemž probíhá ve čtyřech stádiích.

## Skupiny příčin

### Zevní příčiny
Dochází ke znemožnění přívodu kyslíku do plic a/nebo výdeje oxidu uhličitého do ovzduší.
- Změna složení vdechovaného vzduchu
- Porucha mechaniky dýchání (zevní)
- Ucpání či zúžení dýchacích cest

### Vnitřní příčiny
Jde o primárně vnitřní poruchu, která vede k nedostatečnému zevnímu dýchání, neschopnosti transportu krevních plynů či nefunkčnímu buněčnému dýchání.
- Porucha centrální regulace dýchání
- Porucha mechaniky dýchání (vnitřní)
- Porucha přenosu plynů do krve
- Porucha transportu plynů krví
- Porucha tkáňové oxidace

## Stádia dušení

### Inspirační
Ve stadiu inspirační dušnosti dochází ke dráždění dechového centra zvýšením oxidu uhličitého v krvi. Dýchání je usilovné se zvýšenou frekvencí, začíná se zvyšovat krevní tlak.

### Exspirační
Ve stadiu exspirační dušnosti dále stoupá krevní tlak a dochází ke klonickým záškubům svalů. Objevuje se centrální cyanóza a postižený upadá do bezvědomí.

### Preterminální
Preterminální stádium se vyznačuje hlubokým bezvědomím, poklesem krevního tlaku, krátkodobou zástavou dechu a přechodnou srdeční zástavou.

### Terminální
Terminální stádium následuje po několika hlubokých vdeších a vyznačuje se definitivní zástavou dechu, dalším poklesem tlaku krve a minimální srdeční činností. Následuje smrt udušením.